# Amt Hohenlimburg
| Amt in Preußen     | Amt in Preußen       |
| ------------------ | -------------------- |
| Name               | Hohenlimburg         |
| Provinz            | Westfalen            |
| Regierungsbezirk   | Arnsberg             |
| Kreis              | Iserlohn             |
| Bestandszeitraum   | 1844–1903            |
| Fläche             | 56,96 km²            |
| Einwohner          | 20.191 (1895)        |
| Bevölkerungsdichte | 355 Einw./km² (1895) |
| Gemeinden          | 4                    |

Das Amt Hohenlimburg, ursprünglich Amt Limburg,  war von 1844 bis 1903 ein Amt im Kreis Iserlohn in der preußischen Provinz Westfalen.

## Geschichte
Im Jahr 1808 wurden im französischen Satellitenstaat Großherzogtum Berg auf dem Gebiet der ehemaligen Grafschaft Limburg die Mairie (Bürgermeisterei) Limburg eingerichtet. Nachdem das Gebiet der ehemaligen Grafschaft 1815 an Preußen gefallen war, bestand die Mairie Limburg als preußische Bürgermeisterei im 1817 gegründeten Kreis Iserlohn fort.
Im Rahmen der Einführung der Landgemeindeordnung für die Provinz Westfalen wurde 1844 im Kreis Iserlohn aus der Bürgermeisterei Limburg das Amt Limburg gebildet. Dem Amt gehörten die Titularstadt Limburg sowie die drei Gemeinden Elsey, Letmathe und Oestrich an.
Die Stadt Limburg wurde 1879 in Hohenlimburg umbenannt, das Amt hieß seitdem Amt Hohenlimburg. Am 1. Juli 1902 wurde Elsey nach Hohenlimburg eingemeindet. Am 1. April 1903 erhielt Hohenlimburg die westfälische Städteordnung und schied aus dem Amt Hohenlimburg aus. Die beiden verbleibenden Gemeinden des Amtes, Letmathe und Oestrich, bildeten seitdem das Amt Letmathe-Oestrich.
Hohenlimburg und Elsey sind heute Teil der kreisfreien Stadt Hagen, während Letmathe und Oestrich zur Stadt Iserlohn im Märkischen Kreis gehören.

## Einwohnerentwicklung
| Jahr | Einwohner | Quelle |
| ---- | --------- | ------ |
| 1839 | 6.264     | [ 5 ]  |
| 1859 | 9.399     | [ 6 ]  |
| 1871 | 13.406    | [ 7 ]  |
| 1885 | 16.785    | [ 8 ]  |
| 1895 | 20.191    | [ 9 ]  |